# Greatwood
Greatwood è un census-designated place degli Stati Uniti d'America situato nella contea di Fort Bend dello Stato del Texas.
La popolazione era di 11.538 persone al censimento del 2010. È situata nella giurisdizione extraterritoriale di Sugar Land.

## Geografia fisica
Greatwood è situata a 29°33′14″N 95°40′31″W (29.553813, -95.675319). È delimitata a nord dalla U.S. Route 59, a ovest dalla Crabb River Road, e a nord-est dal fiume Brazos.
Secondo lo United States Census Bureau, ha un'area totale di 3,9 miglia quadrate (10 km²), di cui 3,9 miglia quadrate (10 km²) di terreno e 0,04 miglia quadrate (0,10 km², 1.02%) d'acqua.

## Società

### Evoluzione demografica
Secondo il censimento del 2000, c'erano 6.640 persone, 2.250 nuclei familiari e 2.034 famiglie residenti nella città. La densità di popolazione era di 1.705,6 persone per miglio quadrato (659,1/km²). C'erano 2.338 unità abitative a una densità media di 600,6 per miglio quadrato (232,1/km²). La composizione etnica della città era formata dall'84,29% di bianchi, il 4,74% di afroamericani, lo 0,14% di nativi americani, il 7,50% di asiatici, lo 0,06% di isolani del Pacifico, l'1,37% di altre razze, e l'1,90% di due o più etnie. Ispanici o latinos di qualunque razza erano il 5,57% della popolazione.
C'erano 2.250 nuclei familiari di cui il 50,9% aveva figli di età inferiore ai 18 anni, l'86,1% erano coppie sposate conviventi, il 2,6% aveva un capofamiglia femmina senza marito, e il 9,6% erano non-famiglie. Il 7,9% di tutti i nuclei familiari erano individuali e l'1,1% aveva componenti con un'età di 65 anni o più che vivevano da soli. Il numero di componenti medio di un nucleo familiare era di 2,94 e quello di una famiglia era di 3,10.
La popolazione era composta dal 30,8% di persone sotto i 18 anni, il 2,2% di persone dai 18 ai 24 anni, il 39,6% di persone dai 25 ai 44 anni, il 22,9% di persone dai 45 ai 64 anni, e il 4,4% di persone di 65 anni o più. L'età media era di 35 anni. Per ogni 100 femmine c'erano 98,7 maschi. Per ogni 100 femmine dai 18 anni in giù, c'erano 99,3 maschi.
Il reddito medio di un nucleo familiare era di 107.917 dollari, e quello di una famiglia era di 110.818 dollari. I maschi avevano un reddito medio di 80.260 dollari contro i 49.471 dollari delle femmine. Il reddito pro capite era di 45.609 dollari. Circa lo 0,8% delle famiglie e lo 0,9% della popolazione erano sotto la soglia di povertà, incluso lo 0,9% di persone sotto i 18 anni enessuno di 65 anni o più.